# Soliman II
Soliman II, en turc II. Süleyman (15 avril 1642 – 22 juin 1691), est le sultan de l'Empire ottoman et calife de l’islam du 8 novembre 1687 au 22 juin 1691.

## Biographie
Soliman II est né le 15 avril 1642 à Constantinople.
En 1651, sa grand-mère Kösem tente de l'introniser à la place de son frère, mais elle est tuée dans son sommeil par les eunuques.
Il passe 40 ans de sa vie au Kafes à prier et à lire le Coran avant de monter, le 8 novembre 1687, sur le trône après la déposition de son frère Mehmed IV. Il est faible, timide et dévot, n'ayant pas été élevé pour le trône, il ne se révèle pas être très apte à la fonction. Son règne est agité, il se bat continuellement pour gagner la confiance de son peuple et de son armée. Grâce aux actions des vizirs, les Turcs stoppent l'avancée des troupes autrichiennes en Serbie et écrasent un soulèvement en Bulgarie. Mais ils sont finalement vaincus en 1690 par les Autrichiens. Sous son règne est adoptée la nouvelle loi sur la succession au trône : désormais, à la mort du sultan, l'aîné des mâles de la dynastie monte sur le trône. Cette loi régit toujours la succession traditionnelle des prétendants au trône de la dynastie ottomane déchue. Finalement, Soliman II meurt le 22 juin 1691 d'hydropisie à Edirne.

## Règne

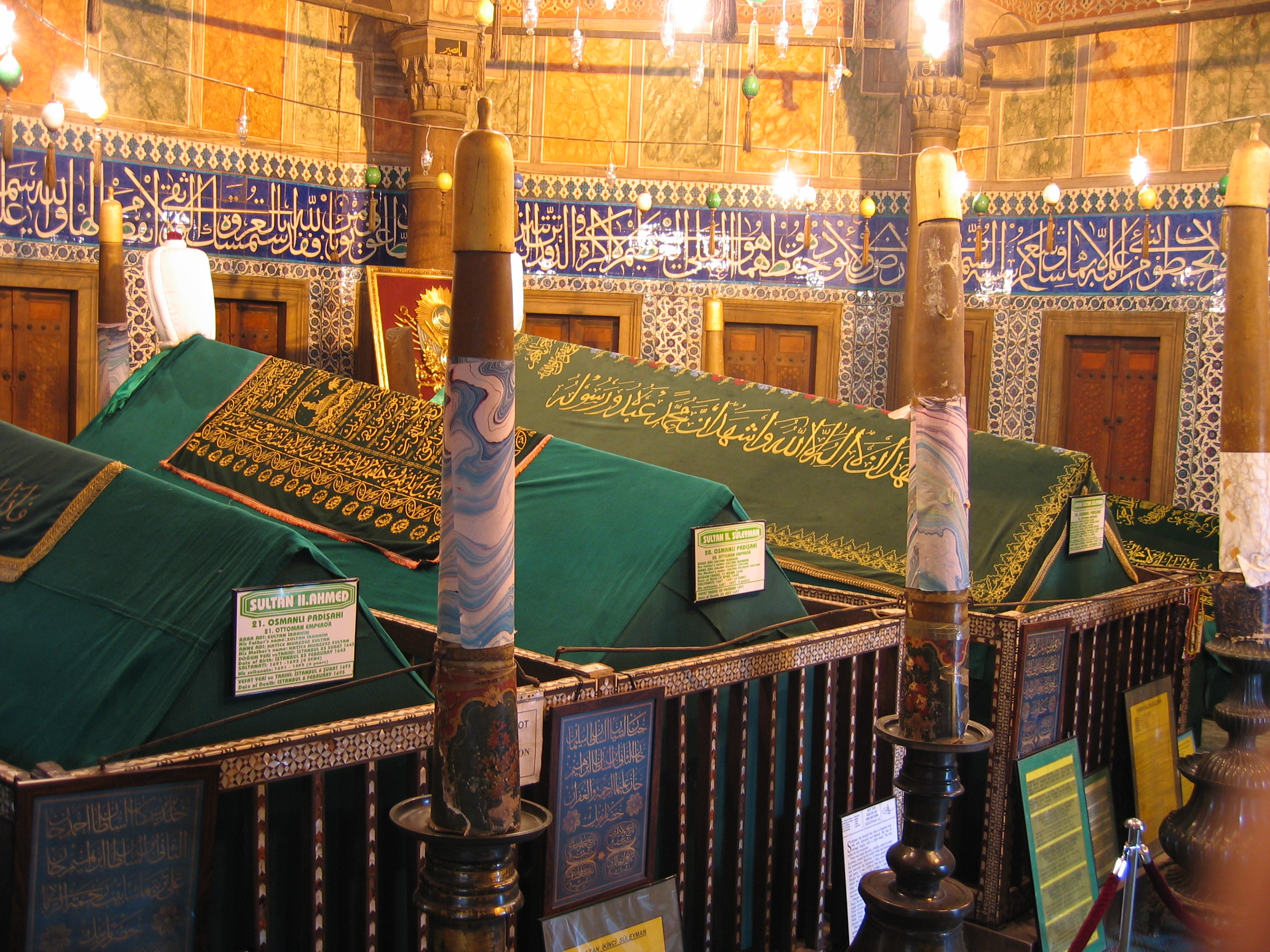
Tombeaux de Soliman I, Soliman II et Ahmed II dans le Turbe de la Mosquée Süleymaniye d'Istanbul

Son règne débute par un faux pas : dès le début, Soliman refuse la couronne par respect pour son frère, mais est obligé de la prendre un peu plus tard. Il ordonne à son grand vizir, Siavus, d'apaiser les janissaires, fauteurs de troubles du fait qu'ils réclament leur solde en retard. Les caisses de l'Empire étant vides, le grand vizir se retrouve dans l'incapacité de répondre à cette demande. Une révolte éclate alors parmi les janissaires qui saccagent tout et tuent le Grand Vizir alors que celui-ci protège la porte de son harem, pour empêcher les janissaires de déshonorer ses femmes. Ces actes sont les plus violents connus dans l'histoire islamique, car après avoir déshonoré les femmes du harem de Siavus, les janissaires prennent son épouse et lui coupent les mains et le nez et la laissent pour morte dans la rue. Après ces atrocités les mutins rentrent dans le rang et finissent par obéir au sultan, mais, celui-ci ayant tenté de tuer les meneurs de ces révoltes, ils se révoltent à nouveau et le nouveau grand vizir est obligé de s'exiler.
Son règne est troublé par de nombreuses défaites, mais il reste victorieux grâce à la nomination d'un quatrième vizir Köprülü qui lui permet alors de combler ses lacunes dans sa manière de gouverner. En 1687 le Saint-Empire reprend Agria, ce qui fait reprendre les rumeurs et les mécontentements de la populace, obligeant Soliman à partir pour Andrinople, et calmer les foules grâce à un discours sur son indigence.
Les Vénitiens ont de grands projets pour la Dalmatie, puis l'armée de Louis de Bade écrase l'armée ottomane près de Nissa, et le sultan fait alors étrangler le commandant des troupes pour avoir cru à la victoire sur les conseils d'un magicien.
Grâce à l'arrivée du nouveau grand vizir Köprülü, le gouvernement est repris en main par un homme ferme et courageux. En 1688, est lancée la piastre ottomane.
Sur le terrain, Köprülü reprend alors Nissa et Belgrade en 1690, ravitaille Timișoara (Temeswar), s'empare des villes de Lippa et d'Orsowa, et remporte une victoire sur le général Veterani à Essek. 
L'hydropisie du sultan retient le vizir auprès de lui, ce qui l'empêche de continuer son avancée dans le continent, mais le sultan ne prend pas part à ces succès et se préoccupe en priorité du respect du code de l'Islam au sein de l'Empire ottoman.